# ブルックリン・ラピッド・トランジット

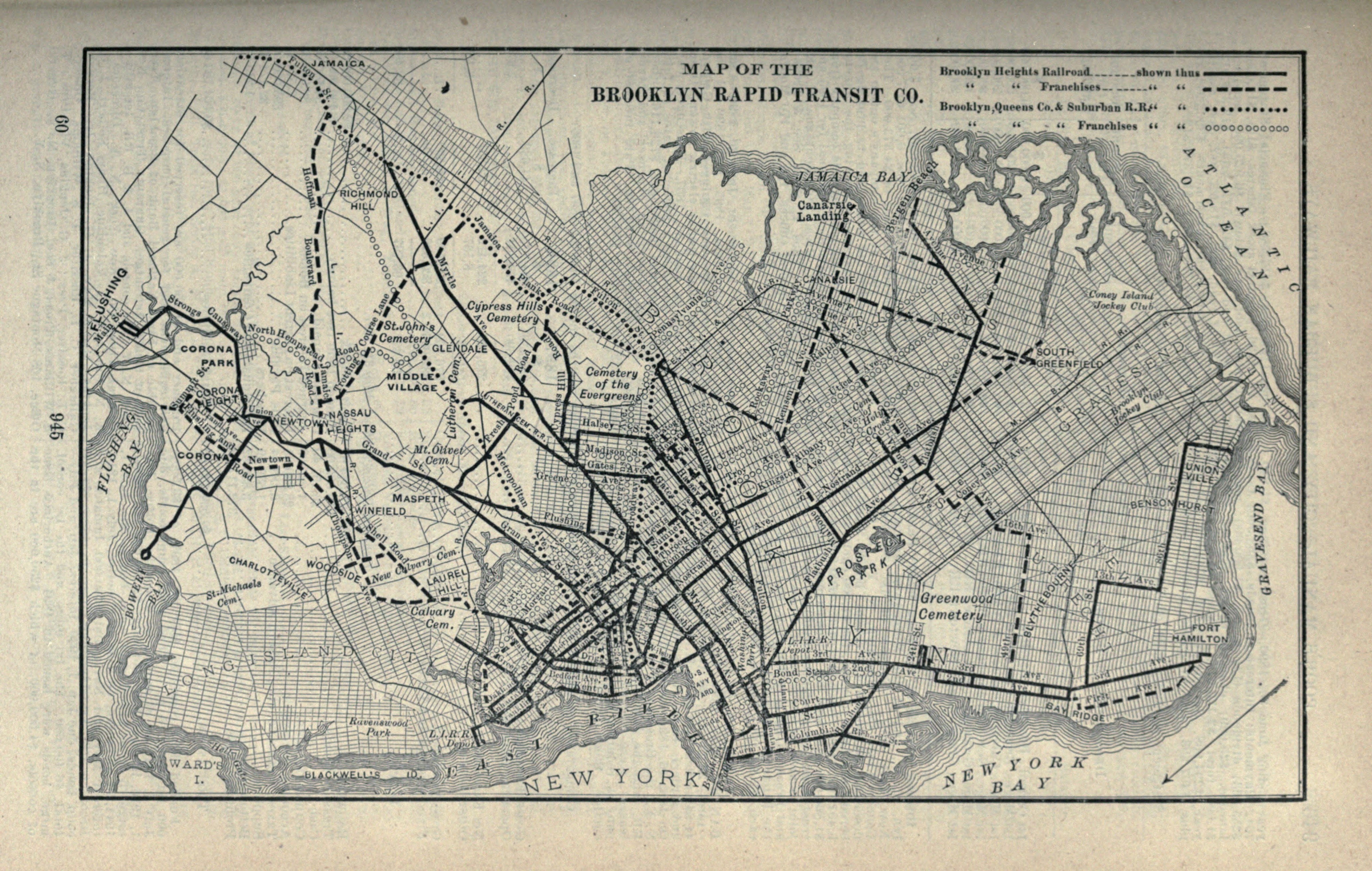
1897年時点の路線網

ブルックリン・ラピッド・トランジット（英語: Brooklyn Rapid Transit Company、BRT）は、アメリカ合衆国ニューヨークのブルックリン区およびクイーンズ区で鉄道路線網を買収・統合して1896年に成立した公共交通の持株会社である。ニューヨーク証券取引所において1文字の略号Bであらわされていた、卓越した会社であり業界リーダーであった。地下鉄および高架鉄道網において、旅客列車と貨物列車の双方を運営しており、ニューヨークにおいて地下鉄の建設および運営を行った3社のうちで、客貨両用であった唯一の会社であった。1919年に債務不履行に陥り、再編されて1923年にブルックリン・マンハッタン・トランジットとして破産管財下から脱却した。

## 統合
BRTは1896年1月18日に設立され、倒産していたロングアイランド・トラクションを2月初めに引き継いだが、同社はブルックリン・ハイツ鉄道とその賃貸借者であるブルックリン・シティ鉄道を買収して保有していた。BRTはさらに、1898年7月1日にブルックリン・クイーンズ・カウンティ・アンド・サブアーバン鉄道を買収した。
BRTはさらに、地上を走る多くの鉄道会社の資産を買収していったが、その中でも初期の会社として、1863年10月9日に5番街からブルックリンとグレーブスエンドのバス・ビーチの境界にある36丁目まで旅客営業を開始したブルックリン・バス・アンド・コニーアイランド鉄道（ウェスト・エンド線）があった。この鉄道の中でも、コニーアイランド川付近で地上を走る短区間は、1864年6月8日に開業し、ニューヨークにおいてもアメリカ合衆国においても最古の営業中の都市鉄道敷地となっている。
当初は地上の鉄道も高架鉄道も蒸気機関車で運行されていた。1893年から1900年にかけてこれらの路線網は電気運転に切り替えられていった。例外はブルックリン橋における運行であった。1883年から1896年までの間、ブルックリン橋では列車をケーブル牽引で運転しており、この年に電気運転に切り替えられた。
1900年までには、BRTはその目的とする地域におけるほぼすべての都市鉄道と路面電車の営業を取得した。
- シー・ビーチ鉄道、1897年11月取得[5]、ブルックリン・ハイツ鉄道に貸し出されていた[要出典]。
- シー・ビュー鉄道（コニーアイランド高架鉄道）、1897年11月取得[5]、ブルックリン・ハイツ鉄道に貸し出されていた[要出典]。
- ナッソー電気鉄道（英語版）（アトランティック・アベニュー鉄道（英語版）、ブルックリン・バス・アンド・コニーアイランド鉄道（ウェスト・エンド線（英語版））、コニーアイランド・アンド・グレーブスエンド鉄道、サウス・ブルックリン鉄道を借り受け）、1898年11月取得[6]、1899年4月にブルックリン・ハイツ鉄道に貸し出し[7]。
- ブルックリン高架鉄道（英語版）、1899年3月取得[8]、1899年4月にブルックリン・ハイツ鉄道に貸し出し[7]。
- ブルックリン・アンド・ブライトン・ビーチ鉄道（ブライトン・ビーチ線）、1899年3月取得[9]。
- キングス・カウンティ高架鉄道（英語版）（フルトン・ストリート線）、1899年11月取得[10][11]、ブルックリン・ユニオン高架鉄道に1900年5月24日合併[12]。
- プロスペクト・パーク・アンド・コニーアイランド鉄道（カルバー線）、ブルックリン・ハイツ鉄道に1899年6月18日貸し出し[13]。

この時点では、コニーアイランド・アンド・ブルックリン鉄道とヴァン・ブラント・ストリート・アンド・エリー・ベースン鉄道だけが独立を保っていたが、前者は1913年あるいは1914年に買収された。

## 拡大
BRTは、1908年6月16日にその最初の短い地下鉄路線として、ウィリアムズバーグ橋のたもとの地下駅を構成するのみであるが、マンハッタンのエセックス・ストリート駅を開業した。この路線は、デランシーストリートとセンターストリートの下を、マンハッタン・ミュニシパル・ビルディングの近く、ブルックリン橋のたもとに設けられた新しい5面のプラットホームを備えたチェンバーズ・ストリート駅まで1913年8月4日に延長された。BRTの列車に加えて、ロングアイランド鉄道の通勤列車もこのチェンバーズ・ストリート駅に開業時から1917年まで乗り入れていた。
BRTは1915年6月22日に、4番街の下にブルックリンにおける最初の地下路線を開業し、そこからマンハッタン橋を渡ってキャナル・ストリート駅にある前述のナッソー・ストリート線との合流点まで運行するようになった。BRTはマンハッタン最初の地下鉄の本線区間として、BMTブロードウェイ線を1917年9月4日に14丁目-ユニオン・スクエア駅まで開業させた。こうした地下鉄路線網は、最初の短区間以外はデュアル・コントラクトに基づいて市によって建設された。
高架鉄道網はニューヨーク連合鉄道 (New York Consolidated Railroad) という新会社によって運営された。1913年にBRTは、ニューヨーク・ミュニシパル鉄道 (New York Municipal Railway) という別の子会社を通じてニューヨーク市とデュアル・コントラクトを結び、この契約のもとに新たな地下鉄を建設・運営し、そのほかの都市鉄道路線を建設あるいは改良していくことになった。
BRTの初期には、ロングアイランド鉄道はBRTにとってブルックリンおよびクイーンズにおいて旅客輸送をめぐる競争相手であった。自社の近隣路線と競合しているにもかかわらず、BRTおよびその前身事業者は、線路使用権を通じてロングアイランド鉄道の旅客列車の乗り入れを許可し、また貨車のやり取りを行っていた。ロングアイランド鉄道の旅客列車のBRTブルックリン橋ターミナルへの乗り入れは、1895年に協定を結んで実施され、BRTの高架路線を利用していた。BRTの地下鉄およびウィリアムズバーグ橋を利用したロングアイランド鉄道のダウンタウン・マンハッタンへの乗り入れは、チェンバーズ・ストリート駅開業とともに開始された。ロングアイランド鉄道とBRTのどちらの運転士も、同じ組合が代表となっていた。こんにちでも、BRTの後継であるニューヨークシティ・トランジット・オーソリティ（ニューヨーク市地下鉄）は、ロングアイランド鉄道の貨物輸送部門の後継であるニューヨーク・アンド・アトランティック鉄道から、サンセットパークおよびリンデンヤードにおいて貨車の受け取りを行っている。

## 終焉と名残
第一次世界大戦とそれに伴う強烈なインフレーションにより、ニューヨークの公共交通事業者は厳しい状態に置かれることになった。市との契約により、運賃は5セントに定められていたからである。インフレーションによりその実際の価値は、以前の3セント未満となってしまった。1918年11月1日には、アメリカ合衆国の都市鉄道で起きたものとしては死者数が2番目となるマルボーン・ストリート鉄道事故が起きて少なくとも93人が死亡し、BRTをさらに苦しめることになった。既に財務的に苦しんでいる会社をこの事故がさらに不安定にすることになった。
BRTは1919年に債務不履行に陥った。BRTは再編成され、1923年にブルックリン・マンハッタン・トランジット (BMT) となって破産管財を脱して再出発した。
1885年まで時代をさかのぼる、BRTのかつての高架鉄道網の一部は、現代においてもなお使用されている。もっとも長い旧BRT高架鉄道区間は、BMTジャマイカ線のフルトン・ストリート上を走る場所で、アラバマ・アベニュー駅からクレセント・ストリート駅の先で北に曲がって少しの区間である。これ以外の残存区間のほとんどは、デュアル・コントラクトの一環として1915年から1922年にかけて造り直されたか大幅な改良工事を受けている。1896年から1905年にかけて建設されたフランクリン・アベニュー・シャトルの高架区間も、1999年に大規模に改良されている。
BRT時代の一部の車両が保存されている。BU車が9両とAB標準車が5両あり、これらすべてが1923年発足のBMTによっても運行されていた。